# Луминиле (Арђеш)
Луминиле (рум. Luminile) насеље је у Румунији у округу Арђеш у општини Морарешти. Oпштина се налази на надморској висини од 380 m.

## Становништво
Према подацима из 2002. године у насељу је живело 273 становника, од којих су сви румунске националности.